# Вилхелм Хиацинт (Насау-Зиген)
Вилхелм Хиацинт фон Насау-Зиген (на немски: Wilhelm Hyacinth von Nassau-Siegen; * 7 април 1666, Брюксел; † 18 февруари 1743, Хадамар) е принц Орански и княз на Насау-Зиген (1699 – 1707).

## Живот
Той е син на княз Йохан Франц Дезидератус фон Насау-Зиген (1627 – 1699) и втората му съпруга Мария Елеонора София фон Баден-Родемахерн (1641 – 1668), дъщеря на маркграф Херман Фортунат фон Баден-Родемахерн (1595 – 1665). Освен това той е роднина на Вилхелм III Орански и така потенциален наследник на английския крал и владетел на Съединените провинции на Нидерландия. Вилхелм III поставя обаче за свой наследник княза на Насау-Диц Йохан Вилхелм Фризо. По-късно Вилхелм Хиацинт носи само титлата принц Орански в Брабант.
На 15 юли 1706 г. Зиген отново е окупиран от войските на Пфалц-Нойбург и Прусия. Вилхелм Хиацинт бяга с братовчед си Франц Александер в Хадамар. Въстанието против неговото терорно управление продължава. На 29 март 1707 г. Вилхелм Хиацинт обезглавява без съд ръководителя на въстаниците Фридрих Флендер фон дер Хардт. Затова император Йозеф I му взема княжеството. Управлението се дава на Фридрих Вилхелм Адолф.
Вилхелм Хиацинт получава годишен доход (депутат) от 4000 талери. Останалите му средства са поделени за мащехата му и братята и сестрите му и хората, към които има задължения.

## Фамилия
Вилхелм Хиацинт се жени три пъти.
Първи брак: на 9 април 1687 г. в Лиеж с принцеса Мария Франциска фон Фюрстенберг-Хайлигенберг (* 17 септември 1660, Мюнхен; † 8 юни 1691, Брюксел), дъщеря на ландграф Херман Егон фон Фюрстенберг (1627 – 1674) и графиня Мария Франциска фон Фюрстенберг-Щюлинген (1638 – 1680). С нея той има три деца:
- Йозеф Хиацинт принц фон Насау-Зиген (1688 – 1688)
- Франц Йозеф принц фон Насау-Зиген (1689 – 1703), граф на Шалон
- NN принцеса фон Насау-Зиген (1691 – 1692)

Втори брак: на 22 май 1698 г. във Франкфурт на Майн за графиня Мария Анна Йозефа фон Хоенлое-Валденбург-Шилингсфюрст (* 18 май 1678, Франкфурт; † 30 септември 1739, Висбаден), дъщеря на граф Лудвиг Густав фон Хоенлое-Валденбург-Шилингсфюрст (1634 – 1697) и втората му съпруга Анна Барбара фон Шьонборн (1648 – 1721). С нея той има една дъщеря:
- Мария Анна Йозефа принцеса фон Насау-Зиген (1704 – 1723)

Трети брак: на 28 юли 1740 г. във Виена с графиня Мария Ева София фон Щархемберг (* 28 октомври 1722, Лондон; † 12 декември 1773, Страсбург), дъщеря на граф Конрад Зигмунд фон Щархемберг (1689 – 1727) и Мария Леополдина фон Льовенщайн-Вертхайм-Рошфор (1689 – 1763). Те нямат деца. След смъртта му тя се омъжва през 1745 г. в Брюл до Кьолн за ландграф Константин фон Хесен-Ротенбург (1716 – 1778) и има 11 деца.